# Dolichophaonia regina
Dolichophaonia regina är en tvåvingeart som beskrevs av Barros Barros de Carvalho 1993. Dolichophaonia regina ingår i släktet Dolichophaonia och familjen husflugor. Inga underarter finns listade i Catalogue of Life.